# Terror Train
Terror Train es una película de terror canadiense de 1980 dirigida por Roger Spottiswoode en su debut como director y protagonizada por Jamie Lee Curtis, Ben Johnson, y Hart Bochner. Situada a bordo de un tren en movimiento en la víspera de Año Nuevo, la película sigue a un grupo de estudiantes de una facultad de medicina que organizan una fiesta de disfraces a la que ataca un asesino que roba sus disfraces después de asesinarlos para evitar ser atrapado. Cuenta con actuaciones de apoyo de Sandee Currie, Anthony Sherwood, y David Copperfield.
El concepto de la película se basó en una idea del productor ejecutivo Daniel Grodnik, quien buscaba «hacer Halloween sobre un tren». T.Y. Drake compuso un guion completo para la película, y la producción se inició en cuatro meses. La película se rodó en Montreal entre fines de noviembre y fines de diciembre de 1979, poco después de que Curtis completara el rodaje de Prom Night (1980).
Una película de producción independiente, Terror Train fue comprada para su distribución por el estudio 20th Century Fox, que aún no había estrenado una película slasher; el estudio pudo suministrar una campaña de marketing expansiva para la película que costó un estimado de $5 millones. Fue lanzado en cines en los Estados Unidos el 3 de octubre de 1980, recaudando $8 millones durante su carrera en cines.

## Argumento
En la fiesta de fin de año de una fraternidad universitaria de medicina, Alana Maxwell es obligada a participar en una broma: atrae al tímido Kenny Hampson a una habitación a oscuras con la promesa de un encuentro íntimo. Sin embargo, algunos de los estudiantes han puesto el cadáver de una mujer en la cama. Kenny queda traumatizado por la broma y es enviado a un hospital psiquiátrico.
Tres años más tarde, los miembros de las mismas cofradías y hermandades tienen una fiesta de disfraces de Año Nuevo a bordo de un tren.
Mientras viajan en el tren, los estudiantes responsables de la broma son asesinados uno por uno, asumiendo el asesino la máscara y el traje de cada víctima asesinada.

## Elenco y personajes
- Jamie Lee Curtis como Alana Maxwell
- Ben Johnson como Carne, conductor de tren.
- Hart Bochner como Doc Manley
- Sandee Currie como Michelle «Mitchy»
- Timothy Webber como Mo
- Derek MacKinnon como Kenny Hampson
- Anthony Sherwood como Jackson
- Joy Boushel como Pet
- Vanity (acreditada como DD Winters) como Merry Merry
- Greg Swanson como el presidente de la clase
- Howard Busgang como Ed
- Elizabeth Cholette como Maggie
- David Copperfield como el mago
- Don Lamoreux como Shovels
- Steve Michaels como Charlie, el guardafrenos.
- Charles Biddles Sr. como el jefe Porter
- Thom Haversack como Bill Chase

## Temas
La motivación para el villano en Terror Train, de manera similar a otras películas slasher, se basa en la venganza; sin embargo, como observa el cineasta John Kenneth Muir, el principio de organización central de la película es «magia, o el abismo a menudo indetectable entre la realidad y la ilusión [...] En otras palabras, los personajes viven y mueren en Terror Train, en gran parte , sobre cómo perciben la realidad o no a su alrededor». Muir agrega: «Si las posibles víctimas pueden ver a través de la ilusión, tienden a sobrevivir. Si no pueden hacerlo, mueren. Es tan simple como eso, pero este enfoque hace que Terror Train una película más compleja y en capas que la imagen promedio del slasher».

## Producción

### Concepción
El productor Daniel Grodnik tuvo la idea de la narrativa central de la película, que había querido ser «como Halloween sobre un tren». Grodnik había sido amigo del director de Halloween, John Carpenter y de la productora Debra Hill, quienes le dieron su bendición cuando les contó su idea. Grodnik le dijo la idea de la película a la productora estadounidense, Sandy Howard, quien quedó impresionada por el concepto.
La película fue la primera película dirigida por Roger Spottiswoode (un exeditor de Sam Peckinpah), que luego realizaría películas como  Turner & Hooch (1989), Air America (1990), y Tomorrow Never Dies (1997). Spottiswoode fue contratado para dirigir la película por Sandy Howard con la condición de que él también editara la película (aunque luego Anne Henderson fue traída para editar). Debido a que se hizo bajo un paraíso fiscal canadiense, Daniel Grodnik fue nombrado productor ejecutivo, ya que legalmente no podía servir como productor primario.
No había ningún mago en el guion original, pero el productor Howard era fanático de los trucos e ilusiones mágicas, por lo que se escribió un personaje de mago. El personaje de Copperfield se convierte en el sospechoso en un punto de la película, pero resulta que ser una pista falsa cuando se revela que el verdadero asesino es Kenny Hampson. Hay cierta confusión sobre el nombre del personaje de David Copperfield. Dos veces, en la película, el conductor lo llama «Ken», pero es entonces cuando él y los pasajeros creen que él es Kenny Hampson, el asesino. Además, su asistente lo llama «Ken», pero como su asistente es Kenny disfrazado, esto podría haber sido un error intencional. En los créditos, simplemente aparece como «El mago».

### Casting
El productor Grodnik buscó a Jamie Lee Curtis para el papel principal de Alana Maxwell basándose en su actuación en Halloween, lanzado dos años antes. Curtis se unió para protagonizar la película de Paul Lynch Prom Night, que se filmó en Toronto dos meses antes de la producción de Terror Train. El veterano actor Ben Johnson fue elegido para interpretar a Carne, el conductor del tren, a quien Grodnik dijo que estaba «feliz» de haber estado en una película de terror entre un elenco tan joven.
La mayoría del elenco de apoyo estaba formado por actores canadienses, incluidos Hart Bochner, Sandee Currie, y Anthony Sherwood. La película incluyó a varios actores no entrenados, incluyendo a Derek MacKinnon en el papel del villano, así como al ilusionista David Copperfield como el Mago, y la cantante de rock Vanity como una chica que asiste a la fiesta.

## Lanzamiento
La película fue comprada para su estreno teatral en los Estados Unidos por 20th Century Fox, quien recientemente había llamado la atención con el lanzamiento de  Star Wars (1977). El estudio gastó un estimado de $5 millones en una campaña publicitaria para la película, que sería su única incursión en el subgénero de películas slasher durante sus años de cúspide. La campaña incluyó vallas publicitarias y anuncios comerciales, así como varios carteles: el primer póster mostraba al asesino vestido con la máscara de Groucho Marx, usando un cuchillo; un segundo póster acentuó el ambiente juvenil de la película, incluida la misma imagen del asesino, además de una hoguera y un tren en primer plano.
Terror Train abrió sus puertas en los Estados Unidos el 3 de octubre de 1980 y recaudó un estimado de $8 000 000 en la taquilla.